# Rogicka biserialis
Rogicka biserialis is een mosdiertjessoort uit de familie van de Lacernidae. De wetenschappelijke naam van de soort is, als Schizoporella biserialis, voor het eerst geldig gepubliceerd in 1885 door Hincks.